# Thierno Youm
Thierno Youm   (Dakar, 17 d'abril de 1960) és un exfutbolista senegalès de la dècada de 1980.
Fou internacional amb la selecció de futbol del Senegal. Pel que fa a clubs, destacà a Laval, FC Nantes i Espérance.